# Horno hoffmann
El horno hoffmann u horno de Hoffmann es un tipo de horno industrial concebido y utilizado principalmente para la fabricación de ladrillos. Esta invención toma el nombre de su autor, Friedrich Hoffmann, arquitecto alemán dedicado a la fabricación de materiales de construcción, quien ganó un con ella un gran premio en la Exposición Universal de París de 1867.

## Historia
Los hornos de combustión continua y su uso en la fabricación de productos cerámicos no son una invención reciente. Los primeros ceramistas chinos ya utilizaban hornos formados por una serie de cámaras escalonadas en la ladera de una colina.  La cámara inferior era la primera en encenderse, y el calor que generaba ascendía a las cámaras sucesivas, remontando la colina. Cuando una cámara se apagaba tras agotar el combustible, la corriente de aire producida ayudaba, a un mismo tiempo, a enfriar su contenido, facilitar la combustión de la siguiente cámara, y secar los materiales y combustible de las cámaras superiores. Los hornos chinos de cámaras ascendentes, así como los hornos de tiro cruzado intermitente que se establecieron en el siglo XIX en Kassel y Newcastle, fueron los predecesores de los hornos continuos contemporáneos.
En la década de 1840 se construyeron en Gran Bretaña, Alemania y Francia hornos anulares de funcionamiento continuo, con las cámaras de organizadas en torno a una chimenea central fija. Aunque aquellos diseños no funcionaron realmente bien, contribuyeron a desarrollar la idea del horno con zona de combustión móvil, de entre los cuales se desarrollarían los hoffmann.

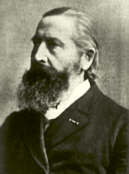
Friedrich Eduard Hoffmann

Con la expansión industrial en Alemania, y en particular después de ganar la guerra franco-prusiana, la población creció rápidamente y también la demanda de ladrillos. La industrialización de Alemania en las décadas de 1840 y 1850 impulsó el desarrollo de los ferrocarriles, actividad en la que Hoffmann participó activamente. La población también creció con rapidez, pasando de  41 millones en 1871 a más de 65 millones en 1911. Además, a causa del mayor peso de la actividad industrial —el porcentaje de mano de obra agrícola bajó del 49 % al 35 % entre 1871 y 1905— se produjeron desplazamientos de población muy significativos hacia las ciudades, que en el caso de Berlín supuso doblar su población entre 1875 y 1910. El resultado de todas estas circunstancias fue un aumento muy sustancial de la demanda de ladrillos para la construcción de viviendas, instalaciones industriales e infraestructuras de transporte.
En los hornos anteriores a la invención de Hoffmann, la cocción se interrumpía mientras se enfriaban los ladrillos cocidos y se retiraban para reemplazarlos por otros. Con el horno hoffmann se efectuaba simultáneamente la cocción, la introducción y la extracción de los materiales, lográndose además un ahorro de hasta un tercio del combustible.
El primer horno de esta clase se puso en funcionamiento el 22 de noviembre de 1859 en  Scholwin (desde 1946, Skolwin), cerca de Stettin, que entonces formaba parte de Prusia. En 1867 ya había 250, la mayoría en la zona prusiana de Alemania, cincuenta en Inglaterra y tres en Francia. En Italia, su difusión fue a partir de 1870, tras su presentación en la Exposición de París. En septiembre de 1870 se inauguró la primera fábrica de ladrillos según la patente de Hoffmann en Australia. Los primeros hornos continuos de sistema hoffmann instalados en España lo habrían sido en 1880, según señaló en aquel momento Lladós y Rius en Revista Minera; se instalaron en Madrid, a 2 km de la Puerta de Atocha. En 1900 ya había más de 4000 hornos de este tipo, distribuidos por toda Europa, Rusia, América, África e incluso las Indias Orientales. En 1904, un horno según la patente del británico William Sercombe y basado en el hoffmann comenzó a operar en Palmerston North, Nueva Zelanda.
Los hornos hoffmann siguen en uso para la producción de ladrillos en algunas partes del mundo, especialmente en lugares donde el coste mano de obra es bajo y la tecnología moderna es menos accesible.

## Descripción

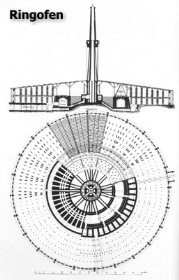
Bosquejo de un horno anular de la solicitud de patente de Friedrich Eduard Hoffmann

Aunque históricamente se han usado procesos de fabricación de ladrillos sin horno, la forma habitual de hacerlo es mediante uno de ellos. Los hornos empleados en la fabricación de ladrillos se clasifican entre intermitentes, en los que cuando el proceso de cocción acaba todo el conjunto de horno y material procesado se deja enfríar hasta el vaciado, y los de proceso continuo, en los que hay siempre partes a diferentes temperaturas.
Los hornos de proceso continuo pueden ser a su vez de dos grandes categorías. Por un lado están los que tienen la zona de fuego estacionaria, como en el caso de los hornos de túnel. Por otro lado están aquellos en los que la zona de fuego se va desplazando.
Las dos principales características de los hornos hoffmann son que su funcionamiento es continuo y que es el fuego el que se mueve, mientras que el material permanece quieto.
Los primeros hornos hoffmann tenían forma circular, con una gran cámara anular de gruesos muros rodeando una gran chimenea central hacia la que convergían los flujos radiales de las cámaras interiores. Había doce cámaras, con techos abovedados como en los túneles de ferrocarril. En los techos presentaban pequeños agujeros de alimentación para introducir el carbón. En el muro exterior del horno había doce aperturas para la carga y descarga de las cámaras. Unas ranuras permitían la introducción de compuertas de acero para separar la cámara que está en combustión de la última que se ha utilizado, de forma que se fuerza al flujo de aire a ir en la dirección deseada.
Posteriormente se generalizó la planta longitudinal, por ser esta más rentable. Consta de una nave con dos plantas. La planta inferior es donde está el horno, y puede tener entre seis y dieciséis puertas. La forman por dos galerías paralelas con sus extremos unidos por otras dos cortas galerías transversales. La planta superior está destinada al control y alimentación del horno. Con esta distribución, la chimenea ya no está rodeada por las cámaras. El número de cámaras es mayor, idealmente al menos dieciséis o veintidós. Además la posición de la chimenea permitía construir hornos en planta de T, Y o X, con más cámaras en actividad simultánea.
En los hoffmann circulares primitivos, el ladrillo quedaba cubierto de una capa blanquecina o amarillenta que afeaba el aspecto del producto. Para evitar su formación, se modificó el tiro de aire, que pasó a ser superior en vez de inferior.
Los hornos hoffmann longitudinales reemplazaron a los anulares por varios motivos. Los hornos anulares requerían una construcción de mayor masa que absorbiera el calor. El diseño de las cámaras era más complicado y eran más difíciles de cargar. Las compuertas de acero eran engorrosas y complicadas de operar; fueron sustituidas por pantallas de papel que se pegaban cerrando las secciones, y que resultaban destruidas por el propio movimiento del fuego alrededor del horno.
La chimenea era un elemento fundamental del horno. Cumplía dos funciones, ya que, por un lado, permitía la expulsión de los humos generados y, por otro, producía por succión la corriente de aire necesaria para la combustión.
El carbón de coque era  el combustible más utilizado. Se vertía mediante unas boquillas verticales que atravesaban la bóveda de la galería, cayendo por entre los ladrillos depositados. Sin embargo también se emplean circunstancialmente otros combustibles como complemento o en sustitución del carbón. En Asia meridional se añaden restos vegetales, cáscara de arroz y serrín. En la posguerra española se usaba gas pobre procedente de la antracita para el proceso general, mientras que para abaratar el proceso de calentar los hornos y mejorar el tiro se usaba cáscara de almendra, hueso de aceitunas, serrín y, en años posteriores, neumáticos.
El funcionamiento de la cocción continua marcaba el ritmo de carga y descarga del horno. Los trabajadores empleados en ello, dada la naturaleza manual del trabajo, soportaban las peores condiciones de trabajo del ramo. Los operarios que más padecían eran los que descargaban el ladrillo cocido. Se protegían las manos manoplas de goma y habían de tener mucho cuidado con los pies, para evitar que el carbón encendido les entrara en el calzado.

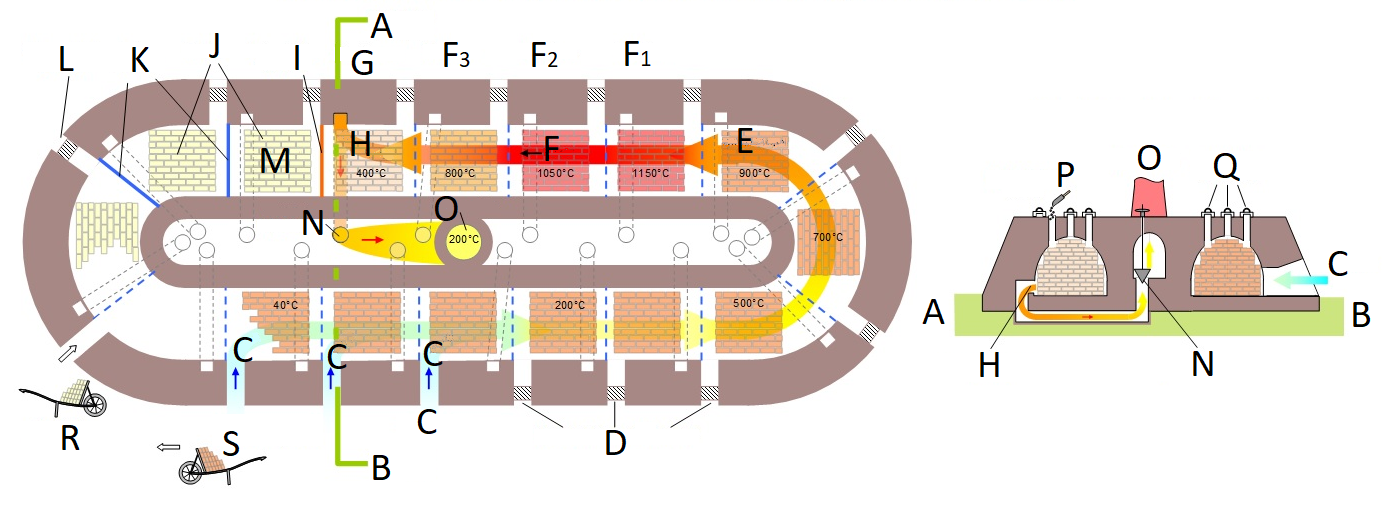
Esquema de un horno hoffmann: A.- Sección transversal derecha B.- Sección transversal izquierda C.- Entrada de aire D.- Aberturas todavía cerradas E.- Ladrillos terminados F.- Fuego G.- Precalentamiento H.- Escape de gases de combustión a través de trinchera I.- El empujador de papel se quema J.- Piezas en bruto K.- Empujador de papel L.- Apertura recién tapiada M.- Ladrillos sin cocer N.- Campana de humo abierta O.- Chimenea P.- Entradas de carbón abiertas Q.- Entradas de carbón cerradas R.- Acopio de ladrillos en bruto S.- Extracción del producto terminado

## Ventajas e inconvenientes

### Ventajas
Los hornos hoffmann son un método eficiente y económico de fabricar productos cerámicos. El sistema de carga y descarga continuo permite un proceso productivo eficaz. El calentamiento y enfriamiento del horno es gradual, lo que contribuye a una mejor calidad del producto. También es eficiente en su uso de la energía, pues usa solo la cantidad necesaria de para completar el proceso de fabricación. Por otra parte, la construcción del horno es un proceso relativamente simple y barato.

### Inconvenientes
Los tiempos de cocción son más largos que los hornos de algunas tecnologías más modernas. El control de la temperatura es más limitado que en otros procesos, como el horno vertical continuo. Además el horno hoffmann presenta problemas a la hora de fabricar ladrillos especiales de alta calidad.
Pese al procesado continuo, los hornos hoffmann están menos automatizados que otras tecnologías posteriores, por lo que requieren más mano de obra para la carga y descarga.

## Desarrollos del horno hoffmann

### Horno belga
Uno de los problemas del horno hoffmann es que al estar el combustible en contacto con los ladrillos, estos presentan problemas de decoloración, por lo que el sistema no funciona bien para la fabricación ladrillo de alta calidad. El horno belga es una modificación del hoffmann que viene a resolver este problema. Además es capaz de alcanzar mayores temperaturas.
En este sistema, las cámaras están separadas por una serie de parrillas transversales. El combustible se introduce por un agujero en la puerta de la cámara. Las parrillas consisten en una serie de barras refractarias tendidas sobre un foso de ceniza. El aire para la combustión entre por debajo de la parrilla, a través de una toma de aire dotada de una puerta de acero. En el otro extremo del foso de ceniza hay una salida de aire conectada al espacio entre los muros del horno, que a su vez enlaza con la chimenea. Este sistema de ventilación también dispone de esclusas de acero que permiten regular su apertura o cierre.
Respecto de la recuperación del calor, el horno belga es menos eficiente que el hoffmann, debido a que el aire para la combustión entra frío del exterior. En compensación, el producto presenta menos decoloraciones incluso cuando se trabaja a altas temperaturas, debido a que las cenizas no se adhieren a los ladrillos.

### Horno hoffmann híbrido
Suele conocerse por las siglas HHK. Se trata de un desarrollo del horno hoffmann que busca reducir el impacto ambiental de la producción de ladrillos. La fabricación de ladrillos genera un 2,7 % de las emisiones mundiales de carbono. Sin embargo, el uso de diferentes sistemas de producción supone que esas emisiones puedan reducirse. El hoffmann híbrido incorpora características de otras sistemas, como el horno en zigzag y el horno vertical continuo o VSBK.
En los hornos en zigzag, los gases de la combustión se reconducen a través de las pilas de ladrillos, de forma que el uso de combustible es más eficiente y se reducen las emisiones de gases contaminantes; se emite menos monóxido de carbono y menos partículas en suspensión que en un horno convencional.
En los hornos verticales continuos las cargas de ladrillo son las que se desplazan. Como se trata de una construcción vertical, el calor y los gases de la combustión se distribuyen más equilibradamente que en los hornos convencionales, produciéndose una reducción en las emisiones de gases de efecto invernadero, partículas en suspensión y óxidos de nitrógeno.
El diseño del horno híbrido hoffmann es bastante similar al del horno hoffmann estándar. Consiste en un circuito anular rectangular. El fuego se va moviendo a lo largo del circuito en el que los ladrillos se apilan. El movimiento del fuego lo produce un ventilador que hace que avance el aire necesario para la combustión. Los ladrillos en bruto se producen con una mezcla de arcilla y combustible en polvo. Alrededor del 80 % del combustible requerido se mezcla con la arcilla como combustible interno. Los ladrillos en bruto pasan 24 horas en túneles de secado, a una temperatura de unos 120 °C que se obtiene gracias al flujo de gases calientes del horno.
Al operar el horno híbrido hoffmann hay tres zonas, de forma similar al hoffmann original. En una zona se alimenta el combustible y se produce la combustión. En frente de esa zona de fuego, hay una zona de precalentamiento, calentada por el flujo de gases calientes. Tras la zona de fuego hay otra zona donde el material se enfría gracias a la entrada de aire frío que accede al horno. El combustible, carbón granulado, se introduce en el horno a través de agujeros en el techo del horno. La temperatura en la zona de fuego alcanza entre 950 y 1050 °C.
El horno híbrido hoffmann no hace uso de una chimenea alta. Los gases calientes fluyen por un conducto central de flujo desde el cual se desvían hacia los túneles de secado y luego son lanzados a la atmósfera por una apertura rectangular de 5 o 6 metros de altura.